# Maaminga

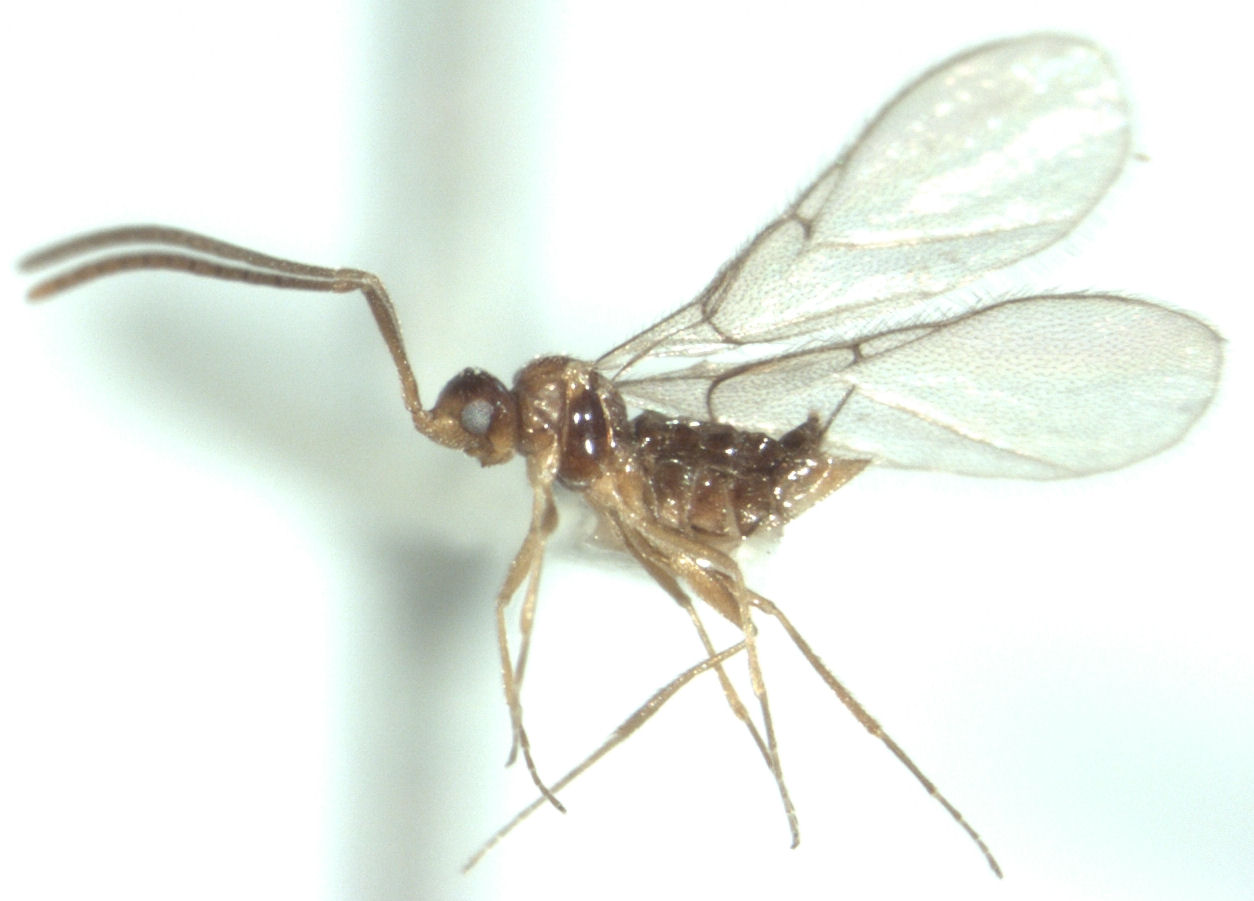
Maaminga rangi

Maaminga – rodzaj błonkówek z infrarzędu owadziarek, jedyny z monotypowej rodziny Maamingidae. Obejmuje dwa opisane gatunki. Są endemitami Nowej Zelandii. Bytują wśród ściółki i runa zarośli i lasów. Spotykany jest u nich polimorfizm skrzydłowy.

## Morfologia
Błonkówki o ciele długości od 1 do 1,8 mm i ubarwieniu głównie brązowym do bladożółtego. Oskórek jest w większości gładki.

### Głowa
Hipognatyczna głowa jest u samca zawsze szersza niż dłuższa, a u samicy czasem tak szeroka jak długa. Cechuje się wyraźnymi przednimi jamkami tentorialnymi, prawie owalnymi oczami złożonymi o wypukłych i niezbiegających się silnie dobrzusznie krawędziach wewnętrznych oraz prostszych krawędziach zewnętrznych, szerokim, nie węższym od nasady żuwaczki polem malarnym, szerszym niż dłuższym nadustkiem, wydatnymi szwami subokularnymi, zagłębieniem jamy przedgębowym oddzielonym od otworu wielkiego małym sklerytem poprzecznym, nie wykraczającymi poza koniec owego zagłębienia żeberkami policzkowymi z oraz brakiem mostu zapoliczkowego. Zapotylica nie jest wyodrębniona, a żeberka potylicznego brak. Aparat gębowy ma poprzecznie wstęgowatą wargę górną, dwuczłonowe głaszczki obu par, a żuwaczki zwężające się wyraźnie, zaopatrzone w żeberka na krawędziach grzbietowej i brzusznej oraz w dwa zęby, z których górny jest nieco większy od dolnego.
Czułki osadzone są pośrodku twarzy lub nieco niżej, zawsze na wyraźnym wzgórku czoła, daleko od szwu czołowo-nadustkowego; są smukłe, u samca zbudowane z 12, a u samicy z 13 członów, pozbawione anellusa; charakterystyczna jest obecność na czułkach dużych, wyraźnych, zakrzywionych, wycofanych w płytkie rowki sensilli trychoidalnych oraz brak sensilli plakoidalnych i bazykonicznych.

### Mezosoma
Mezosoma jest krótka, wyższa niż szersza. Przedplecze ma krótką okolicę szyjną, sięgające teguli kąty tylno-boczne, głęboko wklęsłą krawędź tylną, silnie wykształcone epomia, wklęsłe i mikrorowkowane powierzchnie boczne oddzielone od mezopleur szerokimi błonami; kształt przedplecza w widoku bocznym jest prawie prostokątny. Przetchlinki leżą za przedpleczem, tuż pod tegulami. Silnie wyniesiona tarcza śródplecza ma zbieżne ku tyłowi krawędzie boczne. Występują notauli i pełny, prosty szew transskutalny, brak zaś skafionu, linii parapsydialnych i poprzecznego żeberka postmarginalnego na przedzie. Dłuższa niż szersza tarczka śródplecza ma słaby wcisk na przedzie. Obecne są duże, dłuższe niż szersze dołki aksillarne. Wyższe niż dłuższe mezopleury nie mają sternaulusów czy żeberek panewkowych. Zatułów ma poprzeczne, gładkie zaplecze i trójkątne metapleury.
Występują zarówno formy długoskrzydłe (o skrzydle przednim znacznie dłuższym od ciała) jak i krótkoskrzydłe (o skrzydle przednim sięgającym niemal do szczytu metasomy). Użyłkowanie skrzydła przedniego u formy długoskrzydłej cechuje się brakiem żyłki kostalnej, wąską i otwartą z przodu komórką kostalną, rurkowatą na większości długości żyłką submarginalną (Sc+R), rurkowatą, bardzo ciemną, zakrzywioną żyłką bazalną (Rs+M), długą, liniowatą żyłką marginalną, dłuższą od marginalnej i sięgającą daleko za szczyt komórki radialnej żyłką postmarginalną, cienką i prostopadłą do marginalnej żyłką stygmalną oraz szczątkowymi sketorem radialnym, żyłką medialną i pierwszą gałęzią żyłki kubitalnej. U formy krótkoskrzydłej żyłka postmarginalna jest nie dłuższa od marginalnej i zwieńczona nabrzmiałością, krótka i trójkątna żyłka stygmalna ustawiona ukośnie do marginalnej, a żyłki medialna i kubitalna pierwsza zaznaczone jedynie słabą pigmentacją. U obu form skrzydło tylne jest wąskie, u nasady szypułkowate, wyposażone w rurkowatą żyłkę submarginalną.
Odnóża wszystkich par mają wykształcone przedudzia oraz pięcioczłonowe stopy z niezmodyfikowanymi pazurkami i członem nasadowym najdłuższym. Biodra przedniej pary leżą daleko od bioder pary środkowej, a te z kolei blisko bioder pary ostatniej. Golenie przedniej pary mają po jednej lekko zakrzywionej, rozwidlonej ostrodze, a golenie par pozostałych po dwie ostrogi.
Krótki, niemal pionowy, gładki pozatułów ma małą, okrągłą, niezmodyfikowaną przetchlinkę i pozbawiony wyrostków czy flank otwór tylny, częściowo wchodzący między biodra.

### Metasoma
Osadzony nisko na pozatułowiu, zredukowany, w większości skryty w trzecim segmencie odwłoka stylik ma tergit zlany ze sternitem i kształt silnie ściętego ukośnie walca, zaopatrzonego w parę wydatnych kolców grzbietowo-bocznych. Poprzeczny mostek stylika tworzy ku tyłowi wyrostek sztywno zlany z sercowatym trzecim sternitem. Na gastrze żadne tergity nie są zlane w syntergit ani żadne sternity nie są zlane w synsternit. Na ósmym tergicie występuje para funkcjonalnych przetchlinek, zaś na pozostałych tergitach brak choćby przetchlinek szczątkowych. Tergit dziewiąty wyposażony jest w kopulaste przysadki odwłokowe z długimi, prawie sterczącymi szczecinkami.
Genitalia samca cechują się obecnością wolselli oraz smukłymi, zwężającymi się ku szczytom, opatrzonymi parą szczecinek wierzchołkowych paramerami wyodrębnionymi od tępo zakończonego edeagusa. Proste, szczupłe, nieco wystające poza szczyt hypopygium (ostatniego sternitu) pokładełko samicy ma osłonki sięgające tylnego końca walw grzbietowych i brzusznych.

## Ekologia i występowanie
Owady te są endemitami Nowej Zelandii. Znane są z Wyspy Północnej i Południowej oraz z mniejszych wysp przybrzeżnych, w tym Cuvier Island, Aldermen Island i North Brother Island. M. rangi występuje w różnego rodzaju lasach, a M. marrisi zasiedla krzewiaste, osłonięte zarośla od wybrzeży po rejony górskie (do 800 m n.p.m.), do lasów zapuszczając się sporadycznie. Bytują w piętrze ściółki i runa. Prawdopodobnie są parazytoidami innych owadów, jednak ich żywiciele pozostają nieznani. W przypadku M. marrisi przypuszcza się, że gospodarzami mogą być muchówki z rodziny zadrowatych, ze względu na ich obfitość w siedlisku błonkówki.

## Taksonomia
Do rodzaju tego zalicza się dwa opisane gatunki:
- Maaminga marrisi Early, Manser, Naumann et Austin, 2001,
- Maaminga rangi Early, Manser, Naumann et Austin, 2001.

Oba gatunki oraz rodzaj opisane zostały w 2001 roku przez Johna Earlyego, Lubomíra Masnera, Iana D. Naumanna i Andrew D. Austina na łamach „Invertebrate Taxonomy” i umieszczone w monotypowej rodzinie Maamingidae, przy czym jako pierwszy zilustrował te owady i rozpoznał w nich nieznaną dotąd rodzinę John Robert Grehan w 1990 roku. Gatunkiem typowym wyznaczono M. rangi. Nazwa rodzajowa oznacza w języku maoryskim „oszust” lub „oszukujący” i odnosi się do kombinacji cech tych błonkówek utrudniającej początkowo ich przypisanie do nadrodziny.
Early i inni opisując omawiany rodzaj zwracali uwagę na podobieństwa z Diapriidae, w szczególności osadzenie czułków na wypukłości czoła (ang. frontal shelf) oraz obecność zakrzywionych sensilli trychoidalnych na czułkach, jednak wyniki analiz molekularnych przeczyły siostrzanej relacji między Diapriidae i Maamingidae, a i traktowanie tych drugich jako podrodziny Diapriidae wymagałoby znaczącej modyfikacji diagnozy tych pierwszych. Z tego względu autorzy zdecydowali się sklasyfikować Maamingidae jako odrębną rodzinę w obrębie nadrodziny tybelaków (Proctotrupoidea). W 2007 roku Michael J. Sharkey zawęził definicję tybelaków, m.in. wydzielając Maamingidae, Diapriidae i Monomachidae do osobnej nadrodziny Diaprioidea. Monofiletyzm tak definiowanych Diaprioidea znalazł dobre wsparcie w wynikach molekularnych analiz filogenetycznych.
Według pracy Michaela Engela i innych z 2013 roku Maamingidae zajmują pozycję siostrzaną dla wymarłych, kredowych Spathiopterygidae, tworząc z nimi klad cechujący się zanikiem żeberka potylicznego i redukcją stylika. Klad ów zajmować ma pozycję siostrzaną dla Diapriidae, tworząc z nimi większy klad charakteryzujący się przesunięciem czułków wysoko ponad nadustek i zanikiem pterostygmy.